# Csillag Krisztián
Csillag Krisztián (Kazincbarcika, 1975. június 13. –) magyar labdarúgó. Első NB I-es mérkőzése 1995. augusztus 5. MTK Budapest FC - Zalaegerszegi TE volt, ahol csapata 1–1-es döntetlent érte el a zalaegerszegi csapat ellen.

## Sikerei, díjai
MTK Budapest FC
- Magyar bajnok: 1997
- Magyar kupa-győztes: 1997

 FC Fehérvár
- Magyar kupa ezüstérmes: 2001